# Беловицкий, Гораций Еремеевич
Гора́ций Ереме́евич Белови́цкий (7 августа 1916, Гомель — 10 октября 2016, Москва) — советский и российский учёный, кандидат физико-математических наук, лауреат Сталинской премии (1953).

## Биография
Родился 7 августа 1916 года в Гомеле, в семье Еремея Иосифовича (1887—1970) и Цили Беловицких.
Участник войны — лейтенант, начальник химической службы.
С 1946 г. работал в Лаборатории фотоядерных процессов Физического института АН СССР, участник Атомного проекта, специалист в области исследования деления атомных ядер.
С 1970 г. в Институте ядерных исследований АН СССР (куда была переведена Лаборатория фотоядерных процессов). Последняя должность — старший научный сотрудник сектора экспериментальной ядерной физики Лаборатории атомного ядра ИЯИ.
Кандидат физико-математических наук. Последняя публикация датирована 2000 годом. Умер в октябре 2016 года в Москве.

## Награды
- Сталинская премия III степени (1953) — за исследования взаимодействия ядер тяжёлых элементов с гамма-лучами, выполненные на синхротроне Физического института АН СССР (за цикл работ «Изучение процессов размножения нейтронов»)[1][2];
- орден Отечественной войны II степени (1985);
- медали «За оборону Ленинграда» (1942), «За трудовое отличие» (1954), «Ветеран труда» (1984).